# Mary Boyce
Nora Elisabeth Mary Boyce (Darjeeling, 2 agosto 1920 – 4 aprile 2006) è stata un'iranista e storica delle religioni britannica, studiosa di lingue iraniche e tra le massime esperte della religione zoroastriana del XX secolo. È stata professore di iranistica presso la School of Oriental and African Studies (SOAS) dell'Università di Londra dal 1962 al pensionamento. Il Premio Boyce, assegnato annualmente dalla Royal Asiatic Society per i contributi eccezionali nello studio delle religioni, è intitolato a lei.

## Biografia
Figlia di un giudice dell'Alta Corte di Calcutta, nacque a Darjeeling nel 1920. Dopo che la famiglia tornò in Inghilterra, studiò alla Wimbledon High School e al Cheltenham Ladies' College prima di conseguire la laurea in letteratura inglese, archeologia e antropologia al Newnham College dell'Università di Cambridge nel 1943. Nel 1944 fu assunta dalla Royal Holloway di Londra, dove insegnò letteratura anglosassone e archeologia per due anni mentre perfezionava lo studio lingue persiane sotto l'egida di Vladimir Fëdorovič Minorskij alla School of Oriental and African Studies. Qui incontrò anche Walter Bruno Henning, che la iniziò allo studio del medio-iranico.
Nel 1948 fu nominata lettrice di iranistica alla School of Oriental and African Studies, con la specializzazione in manicheismo, lingua partica e lingua pahlavi. Nel 1952 conseguì il dottorato in studi orientali all'Università di Cambridge con una tesi sui cicli di inni manichei in partico. Tra il 1958 e il 1961 fu reader alla School of Oriental and African Studies e nel 1962 fu nominata professoressa; mantenne la carica fino al pensionamento, quando fu nominata professore emerita.
Nel 1963 trascorse sei a stretto contatto con zoroastriani ortodossi nella provincia di Yazd e le sue ricerche portarono nel 1975 alla pubblicazione del primo volume della sua magnum opus, The History of Zoroastrianism. Un secondo volume sarebbe stato pubblicato nel 1982 e un terzo, scritto a quattro mani con Frantz Grenet, fu dato alle stampe nel 1991; alla sua morte stava lavorando al quarto volume. Nel 1979 pubblicò Zoroastrians: Their Religious Beliefs and Practices, un'antologia di testi zoroastriani tradotti in inglese.